# Anapo (mitología)

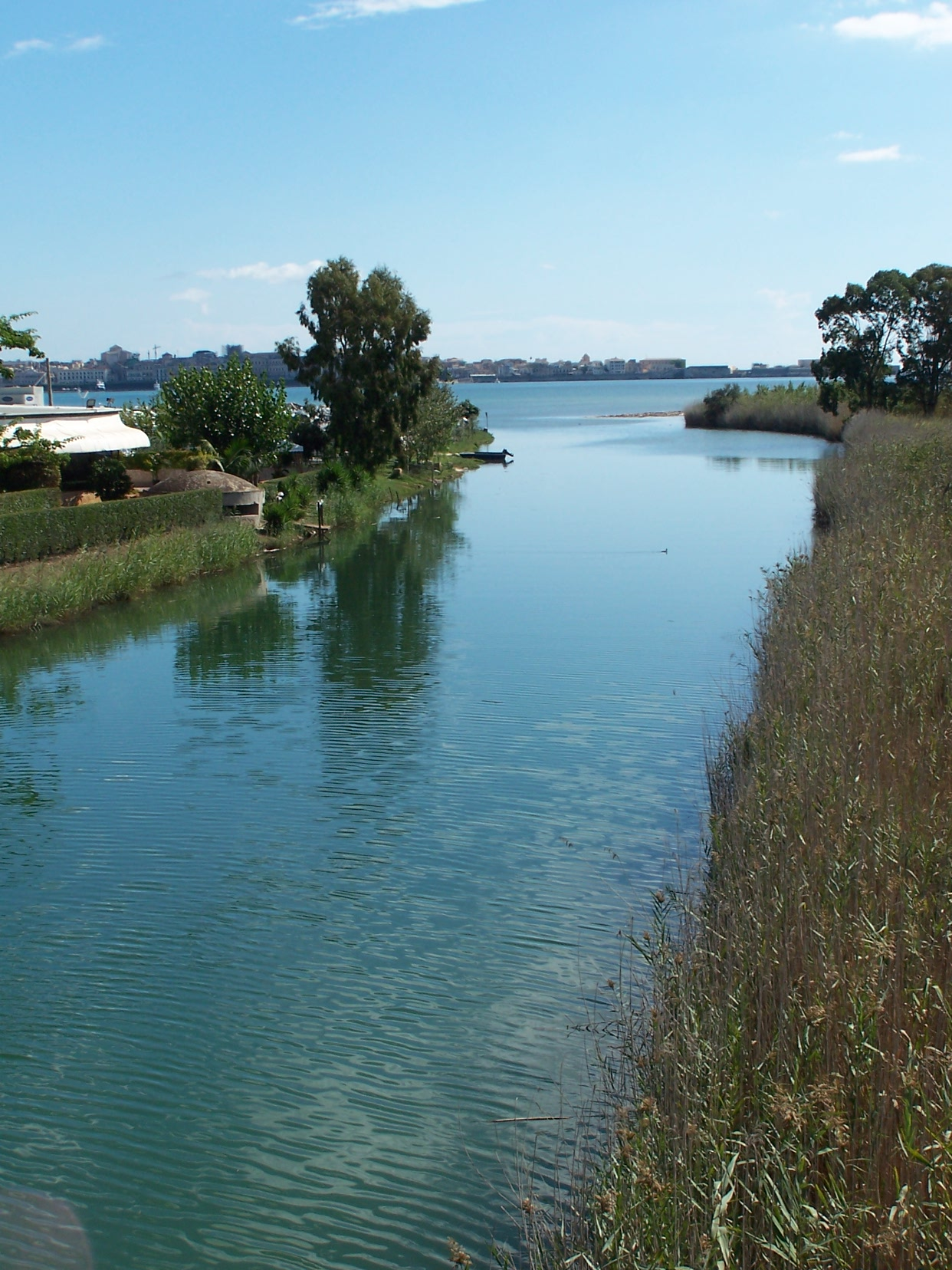
Río que lleva el nombre del dios, en Sicilia.

Anapo o Anapis (en griego Ἄναπος, Ánapos), en la mitología griega, es un dios fluvial del este de Sicilia.

## Mitología
Como dios río, amado por la náyade Ciane, se opusieron al rapto de Perséfone por Hades, dios del inframundo. Aún juntando fuerzas entre los dos, citando su amor como ejemplo de relación consensuada, intentando convencer a Hades de que no se llevara a Perséfone por la fuerza, no tuvieron éxito. Hades, furioso, los transformó respectivamente en un arroyo (el Anapo en Sicilia) y en un manantial, cerca de Sortino y de la Necrópolis rupestre de Pantálica.
Es el dios titular del siciliano río Anapo.